# Trachysomus mexicanus
Trachysomus mexicanus är en skalbaggsart som beskrevs av Dillon 1946. Trachysomus mexicanus ingår i släktet Trachysomus och familjen långhorningar. Inga underarter finns listade i Catalogue of Life.